# Хаман, Свен
Свен Хаман (дат. Svend Hamann; род. 28 октября 1940, Копенгаген) — датский шахматист, международный мастер (1965).
Чемпион Дании 1972 года.
В составе сборной Дании участник 3-х Олимпиад (1968, 1972, 1978).

## Изменения рейтинга
| Графики недоступны из-за технических проблем. См. информацию на Фабрикаторе и на mediawiki.org. |